# Irena Matuszkiewicz
Irena Matuszkiewicz z domu Kudyba (ur. 2 kwietnia 1945 w Tarnawatce, zm. 3 maja 2025) – polska polonistka, dziennikarka i pisarka. Autorka siedemnastu powieści, głównie literatury kobiecej i kryminalnej.

## Życiorys
Urodziła się na Lubelszczyźnie, później była związana z Kujawami. Ukończyła studia polonistyczne na Uniwersytecie Mikołaja Kopernika w Toruniu (1968) oraz dziennikarskie studia podyplomowe na Uniwersytecie Adama Mickiewicza w Poznaniu (1979). Przez wiele lat wykonywała zawód dziennikarza, m.in. w tygodniku „Kujawy”, następnie zajęła się pisarstwem. Zadebiutowała w 2002 powieścią Agencja Złamanych Serc, która stała się bestsellerem. Wydała trzy powieści kryminalne, była również autorką opowiadań.

Jeżeli można mówić w Polsce o fenomenie prozy lekkiej, a zarazem inteligentnej, to nazwisko, które jako jedno z pierwszych przychodzi nam na myśl, brzmi Irena Matuszkiewicz. Mariusz Grabowski (tygodnik „Dzień Dobry”), 2004

Mieszkała we Włocławku, na osiedlu Zazamcze.
12 maja 2025 została pochowana na Cmentarzu Komunalnym we Włocławku.

## Wydane książki (wybór)[6]
- 2002: Agencja Złamanych Serc
- 2004: Salonowe życie
- 2005: Dziewczyna do wynajęcia
- 2006: Seryjny narzeczony
- 2007: Przeklęte, zaklęte
- 2007: Nie zabijać pająków, kryminał, cykl: Komisarz Dyna (tom 1)
- 2009: Czarna wdowa atakuje, kryminał, cykl: Komisarz Dyna (tom 2)
- 2011: Szepty
- 2011: Ostatni sprawiedliwy, kryminał